# Braunsapis rubicundula
Braunsapis rubicundula är en biart som först beskrevs av Embrik Strand 1915.  Braunsapis rubicundula ingår i släktet Braunsapis och familjen långtungebin. Inga underarter finns listade.